# Port lotniczy Paryż-Orly

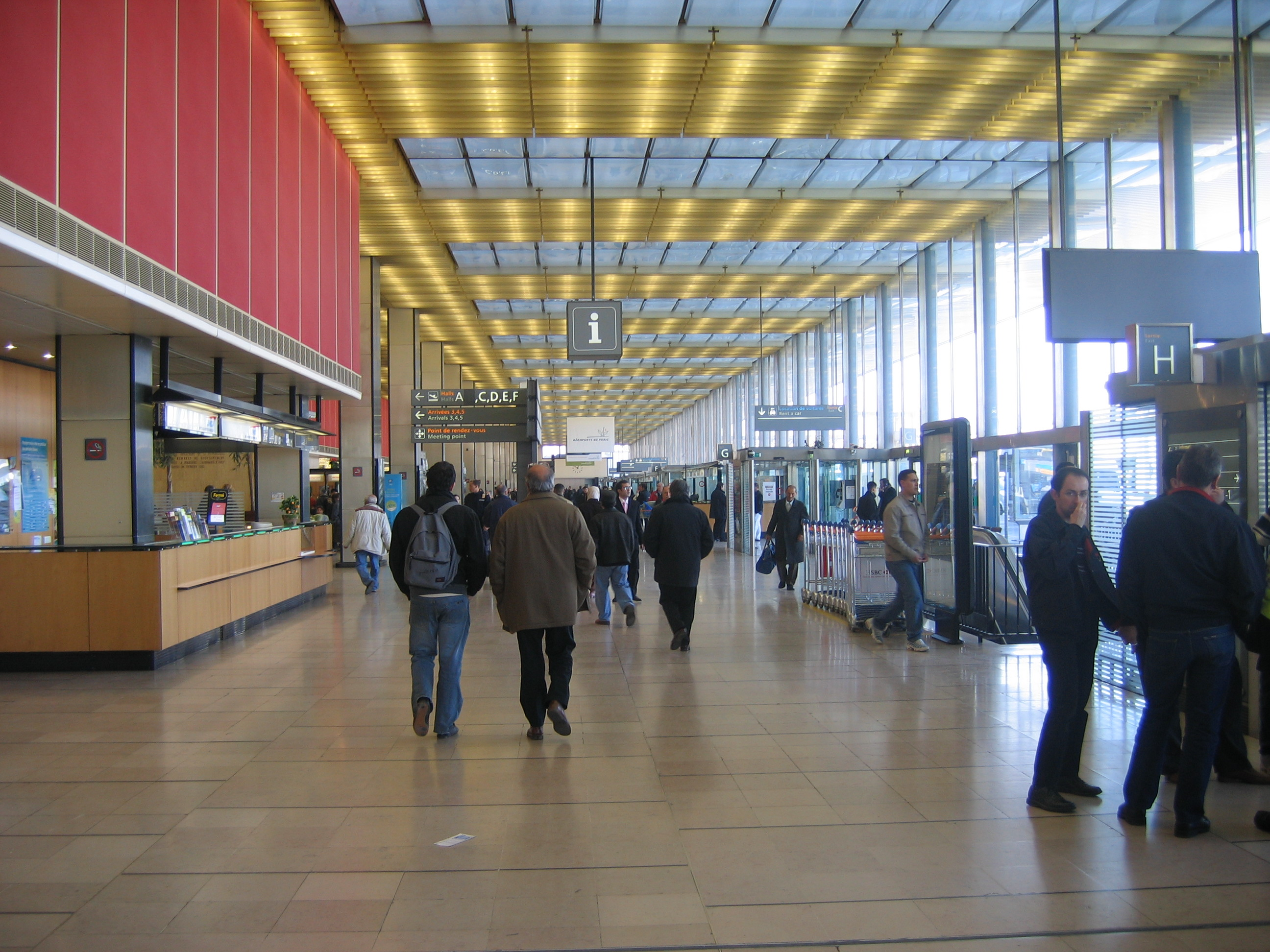
Terminal pasażerski Orly Sud

Port lotniczy Paryż-Orly (fr. Aéroport d’Orly) – francuski międzynarodowy port lotniczy, położony 13 kilometrów na południe od centrum Paryża. Jedno z dwóch dużych lotnisk obsługujących francuską aglomerację stołeczną (drugie to Charles de Gaulle). Port w Orly obsługuje głównie połączenia w Europie, w Afryce, na Bliskim Wschodzie oraz na Karaibach.
Port lotniczy w Orly posiada dwa terminale pasażerskie: zachodni Orly Ouest oraz południowy Orly Sud. W marcu 2019 roku zmieniono nazwę terminali o budynek przyłącza. Orly Ouest dzieli się na Orly 1 i Orly 2, nowy budynek węzła przyjmuje nazwę Orly 3, a Orly Sud staje się Orly 4.
Port jest położony niedaleko autostrady. Posiada też połączenia autobusowe RATP oraz kolejowe RER i metro linię 14 (planowo).
W 2002 lotnisko obsłużyło ponad 23 mln pasażerów, czyli 1/3 korzystających z paryskich portów lotniczych. Z tego blisko dwie trzecie (15 mln) skorzystały z terminalu zachodniego, pozostałych 8 milionów – z południowego. Orly może w ciągu roku obsłużyć do 30 mln podróżnych.
Utrzymaniem lotniska zajmuje się spółka Aéroports de Paris.

## Historia
Port lotniczy został oficjalnie otwarty 21 lutego 1961 przez generała de Gaulle’a i był wówczas uznawany za arcydzieło nowoczesnej architektury wyposażone w kino, taras widokowy i oryginalny wystrój w postaci wysokich wnętrz zwieńczonych aluminiowym sufitem podwieszanym wykonanym z podświetlanych żyletek w kolorze białego złota, które szczelnie dekorowały i wygłuszały rozległy sufit. Użyto także najnowszych włoskich, cyfrowych zegarów klapkowych, schodów ruchomych i drzwi automatycznych w postaci tafli szkła bez ram. Nowe lotnisko uwieczniono w piosence Gilberta Bécauda pt. Dimanche à Orly (dosł. pol. Niedziela na Orly) oraz w filmie Człowiek z Rio z 1964.
W 1975 doszło do dwóch nieudanych zamachów terrorystycznych. Kilku terrorystów, wśród nich Carlos (Szakal), próbowało zniszczyć samoloty izraelskich linii lotniczych El Al.

## Statystyki
Zobacz zapytanie i odniesienia źródłowe Wikidata o wartości.

## Linie lotnicze i połączenia
| Linia lotnicza          | Kierunek |
| ----------------------- | --- |
| Air Algerie             | 1. Algier 2. Annaba 3. Batina 4. Bidżaja 5. Biskira 6. Konstantyna 7. Oran 8. Satif 9. Tilimsan |
| Air Caraïbes            | 1. Cancún 2. Kajenna 3. Martynika 4. Pointe-à-Pitre 5. Port-au-Prince 6. Punta Cana Sezonowo: 1. San Salvador |
| Air Corsica             | 1. Ajaccio-Napoléon Bonaparte 2. Bastia 3. Calvi 4. Figari |
| Air Europa              | 1. Madryt 2. Palma de Mallorca |
| Air France              | 1. Ajaccio-Napoléon Bonaparte 2. Algier 3. Bastia 4. Calvi 5. Figari 6. Martynika 7. Marsylia 8. Nicea 9. Pointe-à-Pitre 10. Reunion 11. Tuluza Sezonowo: 1. Ibiza |
| Amelia International    | 1. Brive |
| Azul Brazilian Airlines | 1. Campinas |
| Chalair Aviation        | 1. Aurillac 2. Castres |
| Corsair International   | 1. Abidżan 2. Antananarywa 3. Kotonu 4. Dzaoudzi 5. Martynika 6. Mauritius 7. Pointe-à-Pitre 8. Reunion Sezonowo: 1. Montreal-Trudeau 2. Punta Cana |
| Eastern Airways         | 1. Cardiff 2. East Midlands 3. Southampton |
| EasyJet                 | 1. Berlin 2. Bristol 3. Faro 4. Genewa 5. Manchester 6. Mediolan-Linate 7. Neapol 8. Nicea 9. Piza 10. Rzym-Fiumicino 11. Tuluza 12. Wenecja Sezonowo: 1. Ateny 2. Brindisi 3. Cagliari 4. Dubrownik 5. Mykonos 6. Olbia 7. Palermo 8. Porto 9. Rodos 10. Split |
| French Bee              | 1. Los Angeles 2. Miami 3. Newark 4. Papeete 5. Reunion 6. San Francisco |
| Iberia                  | 1. Madryt |
| ITA Airways             | 1. Mediolan-Linate |
| KM Malta Airlines       | 1. Malta |
| La Compagnie            | 1. Newark |
| LOT                     | 1. Kraków |
| Royal Air Maroc         | 1. Agadir 2. Casablanca 3. / Dakhla 4. Fez 5. Marrakesz 6. Oujda 7. Rabat 8. Tanger Sezonowo: 1. Essaouira 2. Nador 3. Ouarzazate |
| TAP Portugal            | 1. Lizbona 2. Porto |
| Transavia               | 1. Agadir 2. Algier 3. Amman 4. Amsterdam 5. Ateny 6. Barcelona 7. Bejrut 8. Bidżaja 9. Bergen 10. Berlin 11. Biarritz 12. Brest-Bretagne 13. Budapeszt 14. Kair 15. Casablanca 16. Konstantyna 17. Kopenhaga 18. Dżerba 19. Dublin 20. Essaouira 21. Faro 22. Fuerteventura 23. Gran Canaria 24. Stambuł 25. Lanzarote 26. Lizbona 27. Lublana 28. Madryt 29. Malaga 30. Malta 31. Marrakesz 32. Monastyr 33. Montpellier 34. Nador 35. Neapol 36. Oran 37. Oslo-Gardermoen 38. Oujda 39. Palermo 40. Palma de Mallorca 41. Pau 42. Perpignan 43. Porto 44. Praga 45. Rabat 46. Reykjavík-Keflavík 47. Ryga 48. Rzym-Fiumicino 49. Satif 50. Sewilla 51. Sztokholm-Arlanda 52. Tallinn 53. Tanger 54. Tauzar 55. Tel Awiw 56. Teneryfa-Południe 57. Tilimsan 58. Tirana 59. Tulon 60. Tunis 61. Walencja 62. Wiedeń 63. Erywań Sezonowo: 1. Alicante 2. Ankona 3. Ankara 4. Antalya 5. Bari 6. Boa Vista 7. Bodrum 8. Cagliari 9. Katania 10. Chania 11. Comiso 12. Korfu 13. Dakar-Diass 14. Dubrownik 15. Edynburg 16. Ejlat (zawieszone) 17. Ar-Raszidija 18. Fez 19. Madera 20. Heraklion 21. Hurghada 22. Izmir 23. Kalamata 24. Kefalonia 25. Kittilä 26. Kos 27. Lamezia Terme 28. Larnaka 29. Luleå 30. Luksor 31. Mediolan-Malpensa 32. Menorka 33. Mykonos 34. Olbia 35. Ouarzazate 36. Podgorica 37. Ponta Delgada 38. Preweza 39. Pula 40. Rovaniemi 41. Santorini 42. São Vicente 43. Safakis 44. Szarm el-Szejk 45. Skiathos 46. Split 47. Saloniki 48. Tivat 49. Warna 50. Zadar |
| TUI fly Belgium         | Sezonowo: 1. Agadir 2. Casablanca 3. Marrakesz 4. Oujda 5. Rabat |
| Tunisair                | 1. Dżerba 2. Monastyr 3. Safakis 4. Tunis |
| Twin Jet                | 1. Le Puy |
| Volotea                 | 1. Ankona 2. Bilbao 3. Genua 4. Lourdes 5. Turyn 6. Werona Sezonowo: 1. Olbia |
| Vueling Airlines        | 1. Agadir 2. Asturia 3. Barcelona 4. Bari 5. Mediolan-Bergamo 6. Birmingham 7. Bolonia 8. Kair 9. Kopenhaga 10. Dublin 11. Florencja 12. Fuerteventura 13. Genua 14. Grenada 15. Hamburg 16. Ibiza 17. Lanzarote 18. Lizbona 19. Londyn-Gatwick 20. Malaga 21. Malta 22. Menorka 23. Mediolan-Malpensa 24. Palma de Mallorca 25. Porto 26. Praga 27. Rzym-Fiumicino 28. Sztokholm-Arlanda 29. Tanger 30. Teneryfa-Południe 31. Walencja Sezonowo: 1. Billund 2. Göteborg 3. Marrakesz 4. Reus 5. Split |
| Wizz Air                | 1. Budapeszt 2. Rzym-Fiumicino 3. Warszawa-Chopin |